# Le roi est mort, vive le roi
« Le roi est mort, vive le roi » [lə.ʁwa.ɛ.ˈmɔʁ.viv.lə.ˈʁwa] (französisch für „Der König ist tot, es lebe der König“) ist die Heroldsformel, mit der in Frankreich der Tod des alten Königs bekannt gegeben und gleichzeitig der neue ausgerufen wurde. Betont wurde damit die Kontinuität der französischen Erbmonarchie und die rechtliche Tatsache, dass beim Tod des Königs die Krone sofort in den Besitz des Nachfolgers übergeht. Als der Spruch 1824 beim Tod Ludwigs XVIII. und der gleichzeitigen Ausrufung seines Nachfolgers Karl X. zum letzten Mal gebraucht wurde, verfasste der Politiker François-René de Chateaubriand außerdem eine Flugschrift mit ihm als Titel.
Bis heute wird die deutsche Übersetzung des Zitats als Redewendung gebraucht, um ungebrochene Kontinuität auszudrücken.